# Centro Nacional de Aceleradores
El Centro Nacional de Aceleradores (CNA) es el centro de aceleradores de partículas España y tiene su sede en Sevilla. Fue creado en 1998.
Aúna esfuerzos de la Universidad de Sevilla, la Junta de Andalucía con la Consejería de Economía Innovación y Ciencia y el Consejo Superior de Investigaciones Científicas de España. Tiene su sede en el Parque Científico y Tecnológico Cartuja 93, en la calle Thomas Alva Edison. Cuentan con tres aceleradores de iones de diferente tipo (Tándem Van de Graaf de 3MV, Ciclotrón que proporciona protones de 18 MeV y deuterones de 9 MeV y un Tándem Cockcroft-Walton de 1 MV como espectrómetro de masas) para estudios en diversos campos. Además, cuentan con escáner PET/CT para personas, nuevos sistemas de datación por Carbono 14 (el MiCaDaS) y un irradiador de 60CO. 
La aplicación de estas 6 infraestructuras cubre campos tan variados como ciencias de materiales, impacto medioambiental, física nuclear y de partículas, instrumentación nuclear, tratamiento de imágenes médicas, investigación biomédica e imagen molecular preclínica o datación, diagnóstico por imagen médica en pacientes, datación por 14C e irradiación en muestras de interés tecnológico y biológico, entre otras.
 
El CNA es una de las 29 ICTS  que hay en el mapa actual. Los objetivos del plan, que se están cumpliendo satisfactoriamente, son:
1.- Desarrollo de Técnicas de Análisis por Haces de Iones (IBA) para análisis de materiales.
2.- Desarrollo de pruebas de irradiación de componentes tecnológicos y biológicos.
3.- Desarrollo de detectores de radiación e instrumentación nuclear.
4.- Espectrometría de masas por aceleradores (AMS) y datación por 14C.
5.- Producción de radiofármacos e imagen molecular.